# Idrometano
Le procedure chimiche note come iniezione d'idrogeno nel combustibile (in inglese Hydrogen Fuel Injection, sigla HFI) sono una serie di processi che comprendono varie tecnologie, come ad esempio l'utilizzo di miscele di idrogeno molecolare/metano (idrometano), oppure idrogeno molecolare/ottano atte a migliorare la combustione nei motori a combustione interna, specialmente a benzina, mediante l'utilizzo di idrogeno aggiunto al combustibile oppure generato dallo stesso motore grazie alla corrente prodotta da un alternatore e un rettificatore (trasformatore della corrente alternata in corrente continua).

## Storia

### Benzina/idrogeno
Nei primi anni settanta il Jet Propulsion Laboratory della NASA pubblica una serie di articoli sui benefici dell'aggiunta d'idrogeno nella combustione di idrocarburi nei motori termici convenzionali. Il sistema HFI della NASA genera idrogeno durante la marcia e lo aggiunge alla benzina (costituita prevalentemente da isoottano, ma anche da benzene, cicloesano, n-decano, toluene, ecc.), creando una miscela di combustibile con un comportamento paragonabile ad un migliore numero di ottano. Si ottiene una migliore combustione; che comporta l'aumento della potenza, la riduzione dei consumi e un minore inquinamento. Inoltre aumenta la durata del motore dal momento che riduce i depositi carboniosi (antraceni e fullereni) nei cilindri e nei condotti di scarico, dovuti all'incompleta combustione dei carburanti.
Il sistema di generazione dell'idrogeno proposto dalla NASA utilizza l'elettricità dell'alternatore, per produrre ossigeno e idrogeno grazie a l'elettrolisi dell'acqua. Il consumo è paragonabile a quello provocato dai fanali tradizionali, ma viene compensato da migliorie nella combustione.
Fu William Robert Grove che scoprì come si poteva estrarre l'idrogeno dall'acqua attraverso l'elettrolisi nel 1839.

### Idrometano (metano/idrogeno)
L'Idrometano è una miscela in fase gassosa, composta da idrogeno (fino al 30%) e metano. Questa miscela è utilizzata anche come carburante nei motori a combustione interna per vari mezzi di trasporto, ed ha il vantaggio di una più rapida ignizione, dal momento che l'idrogeno provoca l'accelerazione del fronte di fiamma, portando ad una più completa combustione. Lo si reputa in grado di abbattere del 50% le emissioni di ossido di azoto e di CO.

## Applicazioni in Italia
- Il 20 novembre 2006 a Rimini alla fiera Ecomondo è stato presentato uno scooter alimentato ad idrometano.[3]
- Nel 2006 La Regione Emilia-Romagna, l'ENEA e  Aster (consorzio tra Regione Emilia-Romagna, Università, Enti di Ricerca e Imprese) hanno avviato la sperimentazione sull'idrometano per autobus per il trasporto pubblico urbano. La sperimentazione, realizzata su due autobus urbani delle aziende dei trasporti ATM Ravenna e ATR Forlì, ha esplorato empiricamente la possibilità di impiegare miscele differenti di metano ed idrogeno, con risultati molto incoraggianti. A seguire, dal 2009 è attivo il "progetto MHyBus", finanziato dalla Commissione Europea, che ha l'obiettivo di indagare scientificamente il comportamento di un autobus per trasporto urbano, alimentato con una miscela di idrometano al 15% di idrogeno. Al progetto lavorano Regione Emilia-Romagna, ENEA, ATM Ravenna, SOL ed ASTER. Oltre alla verifica di emissioni ed efficienza del motore, il progetto si prefigge l'ottenimento dell'autorizzazione a circolare in esercizio ed ha per questo istituito un tavolo tecnico con il Centro Prove Autoveicoli di Bologna.
- Nel settembre 2007 La Fiat ha presentato la "concept car" Fiat Panda Aria, dotata di un motore bicilindrico da 900 cc. in grado di marciare con una miscela di metano e idrogeno (al 30%)[4], con emissioni di 69 g/km di CO2 e possibilità di tornare alla benzina, grazie al motore flex-fuel[5]. Il progetto incorpora molte altre "tecnologie verdi", come la riduzione di peso grazie all'utilizzo di pannelli in eco-resina trasparente, alluminio in alcune strutture portanti, sedili rivestiti di cotone, imbottiture in fibra di cocco e altri accorgimenti ecologici.